# Paul Schulten
Paul Schulten (Delfgauw, 23 augustus 1965) is een Nederlands modeontwerper.

## Opleiding
Van 1977 tot 1983 doorliep Schulten het atheneum op het St Stanislascollege in Delft. Hierna volgde hij een opleiding aan de technische school voor Mode en Kleding in Den Haag, waar hij in 1986 afstudeerde.

## Loopbaan
Tijdens zijn opleiding deed Schulten ervaring op bij Hardie's Damesmode in Den Haag als ontwerper en coupeur voor de Couture collecties. 
Na zijn studie werkte hij twee jaar voor Edgar Vos Haute Couture in Amsterdam als coupeur voor de haute couture collecties en cliënten. Om zich verder te bekwamen in de confectie trad hij in dienst als ontwerper en coupeur bij achtereenvolgens Van Gils Intercontinental, Interface Fashion BV en Claudia Sträter. 
In 1995 keerde Schulten terug bij Edgar Vos Haute Couture als assistent ontwerper voor de haute couture collecties en cliënten en hoofd atelier. Vijf jaar later nam hij het modehuis over en ging verder onder zijn eigen naam: Paul Schulten Haute Couture. 
Naast zijn modehuis heeft Schulten nog een tweede bedrijf: Suited Corporate Fashion BV. Dit bedrijf legt zich toe op het maken en ontwikkelen van confectie collecties en corporate fashion.

## Werk (selectie)

### Couture
- In 2005 heeft Schulten een met de hand geborduurde avondjapon gecreëerd, geïnspireerd op het schilderij Bal Tabarin van Jan Sluijters. Deze japon is opgenomen in de officiële documentaire over Jan Sluijters: Jan Sluijter – Schilderbeest.[1]
- In 2013 vroeg kunstschilder Ton Schulten aan Paul Schulten om de eerste gastexpositie te verzorgen in het nieuw te openen Ton Schulten Museum in Ootmarsum op 25 april, de dag dat de schilder 75 werd. Het thema van de tentoonstelling werd toepasselijk Schulten meets Schulten.[2]
- In 2014 heeft Schulten de Grande Finale verzorgd van de Amsterdam International Fashion Week.
- Schulten ontwerpt en maakt alle kleding voor de optredens van violiste Tosca Opdam. Op 5 juni 2018 speelde zij in Carnegie Hall in New York de wereldpremière van North Atlantic Light. Dit stuk is speciaal voor haar geschreven door Robin de Raaff naar aanleiding van het wereldberoemde schilderij van Willem de Kooning: North Atlantic Light.  Ook Schulten heeft zich voor haar jurk door dit schilderij laten inspireren. Bijzonder is dat voor dit event vier kunstvormen en kunstenaars zijn samengebracht: de schilder, componist, violiste en couturier. In mei 2019 was de Europese première nu niet alleen met vleugel maar met groot orkest in het Concertgebouw in Amsterdam.[3][4][5]

### Corporate fashion
- In 2004 ontwierp Schulten een nieuw uniform voor de uitvaartverzorgers en begeleiders van Dela.
- In 2005 werd hij door hotel Okura gevraagd een nieuw uniform te creëren voor het front-office personeel. In 2012 volgde een opdracht voor het personeel van hun restaurant Ciel Bleu.
- In 2012 kreeg hij de opdracht van Spirit Hosting om een uniform te ontwerpen ter gelegenheid van de heropening van het Rijksmuseum.
- In 2016 ontwierp Schulten een nieuw uniform voor de uitvaartverzorgers en begeleiders van Crematorium Duin en Bollenstreek.